# Kamareddy
Kamareddy är en stad i den indiska delstaten Telangana, och tillhör distriktet Nizamabad. Folkmängden uppgick till 80 315 invånare vid folkräkningen 2011.